# Пиргавац јагодњак
Пиргавац јагодњак  (лат. Pyrgus armoricanus) врста је дневног лептира из породице скелара.

## Опис врсте
Беле мрље са горње стране су израженије, а крила нешто светлија према телу.

## Распрострањење и станиште
Локалан је, живи углавном на сувим стаништима. Распрострањена је по читавој Европи осим крајњег севера.

## Биљке хранитељке
Основне биљке хранитељке su: шумска јагода (Fragaria vesca) и сунчаница (Helianthemum nummularium).